# انجلرز پارک (فلوریدا)
انجلرز پارک (به انگلیسی: Anglers Park) یک منطقهٔ مسکونی در ایالات متحده آمریکا است که در شهرستان مونرو، فلوریدا واقع شده است. انجلرز پارک ۳ متر بالاتر از سطح دریا واقع شده است.